# Operacja symbirska
Operacja symbirska – operacja Frontu Wschodniego Armii Czerwonej przeciwko Ludowej Armii Komucza, trwająca od 9 do 28 września 1918. Zakończona sukcesem czerwonych, którzy zdobyli Symbirsk i zmusili przeciwnika do wycofania się za Wołgę.

## Tło wydarzeń
Po zdobyciu Kazania przez Armię Czerwoną sytuacja na froncie na Powołżu była niekorzystna dla Ludowej Armii Komucza. Pod Kazaniem oddziały liczące ok. 2500 żołnierzy utrzymywały linię frontu o długości 100-120 km, zagrożoną z trzech stron przez 2. i 5. armię. Oba czerwone związki operacyjne przygotowywały się do przejścia do kontrofensywy. Na pomoc kazańskiej grupie Ludowej Armii Komucza gen. Stanislav Čeček skierował z Symbirska, po Wołdze, oddział Władimira Kappela w sile 2340 bagnetów i szabel oraz 14 dział. Oznaczało to znaczące osłabienie dla wojsk Komucza na odcinku symbirskim.

## Przebieg operacji
Czerwoni rozpoczęli przygotowania do uderzenia na Symbirsk na początku września 1918 r. Operację przeprowadzić miała 1 armia, wchodząca w skład Frontu Wschodniego Armii Czerwonej, złożona z trzech dywizji strzeleckich: Penzeńskiej, Inzeńskiej i Symbirskiej. Łącznie w ich szeregach znajdowało się 8 tys. bagnetów i szabel, 194 karabiny maszynowe i 40 dział. Przeciwnik, powołżańska grupa wojsk białych, liczył 5 tys. bagnetów i 3,5 tys. szabel, a ponadto 35 — 45 dział, 150 karabinów maszynowych, 8-12 uzbrojonych parowców).
W dniach 7-8 września 1918 r. 1 Symbirska dywizja Armii Czerwonej została wzmocniona o pięć pułków strzeleckich oraz dywizjon kawalerii. Tym samym siły czerwonych zyskały dwukrotną przewagę liczebną nad przeciwnikiem na obszarze jej występowania. Pierwszy raz podczas wojny domowej Armia Czerwona wykorzystała samochody, aby przewieźć w rejon zgrupowania 5 kurski pułk strzelecki.
9 września 1918 r. dywizja symbirska, licząca 5300 bagnetów i szabel, 21 dział i 117 karabinów maszynowych, przeszła do ofensywy. Zgrupowanie białych, przeciwko któremu działała, liczyło 3200 bagnetów i szabel, 22 dział i 50-70 karabinów maszynowych
Działania dywizji symbirskiej od południa wspierała dywizja inzeńska, która miała za zadanie nacierać z rejonu Kuzowatowa w kierunku Tierieńgi. Od północy natomiast wspierała ją grupa ałatyrska, licząca 300 bagnetów i 12 karabinów maszynowych, której zadaniem było zatrzymanie przeciwnika w rejonie Buinska.
11 września 1 dywizja odparła kontratak batalionu oficerskiego pod Biełym Kluczem, a następnie kontratak czechosłowackiego piechoty batalionu w rejonie Kondakowa. Następnie przecięła linię kolejową z Symbirska do Kazania i drogę z Syzrania do Symbirska. Biali zostali przyparci do Wołgi. Pociąg pancerny im. Lenina pod dowództwem S. Gulinskiego zdobył most kolejowy na Wołdze.
Rankiem 12 września czerwoni przystąpili do szturmowania Symbirska. Pozycje obronne białych ostrzelano z pięciu baterii artyleryjskich z rejonu Karlinskiej słobody. Miasto zostało zdobyte przed południem tego samego dnia. 1 dywizja wzięła tysiąc jeńców, zdobyła również trzy samoloty i dziesięć dział. W nocy z 13 na 14 września brygada dywizji symbirskiej sforsowała Wołgę. Do 16 września  przesunęła się na wschód o 30-35 km.
18 września oddział Kappela powrócił spod Kazania i przypuścił kontratak. Brygada 1 symbirskiej dywizji, która sforsowała Wołgę, została odrzucona ponownie na zachodni brzeg rzeki. Przez kolejne sześć dni siły pod dowództwem Kappela próbowały odbić miasto. Bitwę na korzyść czerwonych rozstrzygnęło podejście 5 Armii i nadpłynięcie Flotylli Wołżańskiej. Obie siły, po przerwaniu frontu Ludowej Armii Komucza pod Kazaniem,  wyszły na tyły powołżańskiego zgrupowania białych. Gdy 5 Armia dotarła pod Symbirsk, Kappel, obawiając się okrążenia, zrezygnował z ataków na miasto i zaczął się wycofywać w kierunku Bugulmy. Jednostki czerwonych ponownie przekroczyły Wołgę i ruszyły w pościg za przeciwnikiem. Sukces odniesiony w walkach o Symbirsk, będący kontynuacją ofensywy rozpoczętej zdobyciem Kazania, a następnie zwycięstwo w walce o Samarę w dniach 7–8 października) okazały się decydujące dla formowania skutecznej i zdolnej do toczenia jeszcze szerzej zakrojonych kampanii Armii Czerwonej.